# Morti nel 1679
| Questa pagina contiene informazioni ricavate automaticamente dalle voci biografiche con l'ausilio del template Bio e di un bot. L'aggiornamento è periodico e automatico e ricostruisce completamente la pagina. Se manca una persona in questa lista, sei pregato di non aggiungerla, ma accertati piuttosto che la sua voce biografica contenga il template Bio e che i dati anagrafici siano correttamente compilati. Se il template Bio manca, inseriscilo tu stesso o, in alternativa, metti l'avviso {{tmp\|Bio}} che ne segnala la mancanza. Se i dati riportati sono sbagliati, correggi direttamente la voce biografica; le modifiche saranno visibili in questa lista entro pochi giorni. Per chiarimenti vedi il progetto biografie. La lista contiene solo le 108 persone che sono citate nell'enciclopedia e per le quali è stato implementato correttamente il template Bio. Pagina aggiornata al 31 ago 2024. |

## Gennaio(9)
- 8 gennaio - Raymond Breton, religioso, missionario e linguista francese (n. 1609)
- 9 gennaio - Werner Fabricius, compositore e organista tedesco (n. 1633)
- 11 gennaio - Giovanni Lucio, storico dalmata (n. 1604)
- 11 gennaio - Onofrio Puglisi, matematico italiano
- 14 gennaio - Jacques de Billy, matematico francese (n. 1602)
- 23 gennaio - Girolamo Forabosco, pittore italiano (n. 1605)
- 24 gennaio - Ulderico Carpegna, cardinale e vescovo cattolico italiano (n. 1595)
- 24 gennaio - Maurizio Enrico di Nassau-Hadamar, nobile tedesco (n. 1626)
- 29 gennaio - Carlo Ceresa, pittore italiano (n. 1609)

## Febbraio(10)
- 3 febbraio - Jan Steen, pittore olandese (n. 1626)
- 4 febbraio - Peter Hagendorf, militare tedesco
- 5 febbraio - Joost van den Vondel, poeta e drammaturgo olandese (n. 1587)
- 6 febbraio - Margherita de' Medici, duchessa (n. 1612)
- 11 febbraio - Giuseppe Artale, scrittore italiano (n. 1628)
- 18 febbraio - Anne Conway, filosofa inglese (n. 1631)
- 19 febbraio - Henricus Regius, filosofo e medico olandese (n. 1598)
- 22 febbraio - Henrik Ruse, ingegnere militare olandese (n. 1624)
- 24 febbraio - Giacomo Caimo, giurista italiano (n. 1609)
- 26 febbraio - Maria Polissena Landi, nobile italiana (n. 1608)

## Marzo(4)
- 11 marzo - Luisa Maria del Palatinato, principessa tedesca (n. 1647)
- 13 marzo - Cristiana di Sassonia-Merseburg, principessa tedesca (n. 1659)
- 26 marzo - Johannes Schefferus, umanista svedese (n. 1621)
- 27 marzo - Hendrick Berckman, pittore e disegnatore olandese (n. 1629)

## Aprile(5)
- 5 aprile - Anna Genoveffa di Borbone-Condé, principessa francese (n. 1619)
- 10 aprile - Wendelin Hueber, compositore e organista austriaco (n. 1615)
- 18 aprile - Christian Hofmann von Hofmannswaldau, poeta tedesco (n. 1616)
- 22 aprile - Giovanni Battista Passeri, pittore e biografo italiano
- 25 aprile - Andrzej Maksymilian Fredro, nobile polacco

## Maggio(9)
- 6 maggio - Nicolas-Pierre Loir, pittore e incisore francese (n. 1624)
- 6 maggio - Marie Vigoreaux, criminale francese
- 8 maggio - Marie Bosse, criminale francese
- 12 maggio - Dietrich Becker, violinista e organista tedesco (n. 1613)
- 17 maggio - Giuseppe Civran, vescovo cattolico italiano
- 25 maggio - Johann Georg Albini, scrittore tedesco (n. 1624)
- 26 maggio - Ferdinando Maria di Baviera, duca (n. 1636)
- 26 maggio - Francesco Pescaroli, architetto e intagliatore italiano (n. 1610)
- 31 maggio - Pietro Negri, pittore italiano (n. 1628)

## Giugno(7)
- 3 giugno - Francisque Millet, pittore e incisore fiammingo (n. 1642)
- 4 giugno - Gerolamo Quadrio, architetto svizzero (n. 1625)
- 5 giugno - Francesco Borzone, pittore italiano (n. 1625)
- 13 giugno - Vincenzo Geremia, ingegnere, inventore e architetto italiano (n. 1575)
- 15 giugno - Guillaume Courtois, pittore e incisore francese (n. 1628)
- 15 giugno - Pierre Lambert de la Motte, missionario e vescovo cattolico francese (n. 1624)
- 25 giugno - Pablo Bruna, compositore e organista spagnolo (n. 1611)

## Luglio(6)
- 3 luglio - Juan Lozano, arcivescovo cattolico spagnolo (n. 1610)
- 11 luglio - William Chamberlayne, poeta inglese (n. 1619)
- 14 luglio - Giovanni Domenico Orsi de Orsini, architetto boemo (n. 1634)
- 19 luglio - John Plessington, presbitero inglese (n. 1637)
- 22 luglio - Filippo Evans, religioso gallese (n. 1645)
- 22 luglio - John Lloyd, presbitero gallese (n. 1630)

## Agosto(9)
- 8 agosto - María Inés Manrique de Lara y Manrique Enríquez, nobildonna spagnola
- 12 agosto - Marie de Rohan-Montbazon, nobildonna francese (n. 1600)
- 20 agosto - Jakob Alting, teologo tedesco (n. 1618)
- 22 agosto - John Kemble, presbitero inglese (n. 1599)
- 22 agosto - Giovanni Wall, presbitero e francescano inglese (n. 1620)
- 24 agosto - Jean-François Paul de Gondi, cardinale, arcivescovo cattolico e scrittore francese (n. 1613)
- 26 agosto - Muzio Soriano, arcivescovo cattolico italiano (n. 1629)
- 27 agosto - David Lewis, presbitero e gesuita gallese (n. 1616)
- 28 agosto - Alfonso Litta, cardinale italiano (n. 1608)

## Settembre(7)
- 3 settembre - Brigida Morello, religiosa italiana (n. 1610)
- 8 settembre - Jean Danican Philidor, oboista e compositore francese
- 17 settembre - Girolamo Fabri, presbitero e storico italiano (n. 1627)
- 17 settembre - Giovanni d'Austria, condottiero e politico spagnolo (n. 1629)
- 26 settembre - Karl Heinrich von Metternich-Winneburg, arcivescovo cattolico tedesco (n. 1622)
- 27 settembre - Abraham Mignon, pittore tedesco (n. 1640)
- 29 settembre - John Manners, VIII conte di Rutland, politico inglese (n. 1604)

## Ottobre(3)
- 2 ottobre - Giovanni Claret, pittore italiano (n. 1599)
- 2 ottobre - Andrea Mattioli, compositore e presbitero italiano (n. 1611)
- 23 ottobre - Francesco Antonio Boscaroli, vescovo cattolico e teologo italiano (n. 1627)

## Novembre(4)
- 23 novembre - Pietro Luccari, vescovo cattolico italiano
- 24 novembre - Giovanni Felice Sances, compositore italiano
- 25 novembre - Carlo Benedetto Giustiniani, II principe di Bassano, nobile italiano (n. 1649)
- 25 novembre - Michelangelo Torcigliani, poeta e traduttore italiano (n. 1618)

## Dicembre(10)
- 3 dicembre - Manuel de la Torre, arcivescovo cattolico spagnolo (n. 1618)
- 4 dicembre - Thomas Hobbes, filosofo inglese (n. 1588)
- 10 dicembre - Francesco Barberini, cardinale italiano (n. 1597)
- 12 dicembre - David Carnegie, II conte di Northesk, nobile scozzese
- 18 dicembre - Giovanni Federico di Brunswick-Lüneburg, duca (n. 1625)
- 20 dicembre - Giovanni Maurizio di Nassau-Siegen, conte tedesco (n. 1604)
- 20 dicembre - Francisco Bautista, architetto spagnolo (n. 1594)
- 21 dicembre - Claude Lamoral I di Ligne, militare spagnolo (n. 1618)
- 28 dicembre - Peder Winstrup, religioso danese (n. 1605)
- 31 dicembre - Giovanni Alfonso Borelli, matematico, astronomo e fisiologo italiano (n. 1608)

## Senza giorno specificato(25)
- Fra Massimo da Verona, pittore italiano
- Metodio III di Costantinopoli, arcivescovo ortodosso greco
- Sultan bin Sayf, sovrano omanita
- Antonio Maria Abbatini, compositore italiano (n. 1595)
- Antonio Barbaro, generale e politico italiano (n. 1627)
- Pierre Picoté de Belestre, militare e esploratore francese (n. 1636)
- Baldassarre Bianchi, pittore italiano (n. 1612)
- Giovanni Antonio Borrelli, matematico e fisico italiano (n. 1613)
- Jan van de Cappelle, pittore olandese (n. 1624)
- Joan Carlile, pittrice britannica
- Giovanni Battista Casella "de Monora", scultore e stuccatore svizzero
- Antonio Del Grande, architetto italiano (n. 1607)
- Nicolaas van Eyck, pittore fiammingo (n. 1617)
- Isabella Filomarino, nobile italiana (n. 1600)
- George Hamilton, I baronetto di Donalong, militare scozzese (n. 1607)
- Charles Howard, II conte di Berkshire, nobile inglese (n. 1615)
- Ludolf de Jongh, pittore olandese (n. 1616)
- Giovanni Giacomo Lavagna, poeta italiano
- Giusto Le Court, scultore fiammingo (n. 1627)
- John Mayow, medico britannico (n. 1641)
- Antonio Muscettola, poeta italiano (n. 1628)
- Lorenzo de San Nicolas, religioso e architetto spagnolo (n. 1593)
- Johann Michael Vansleb, teologo e linguista tedesco (n. 1635)
- Jacopo Zabarella il Giovane, genealogista e scrittore italiano (n. 1599)
- Jan van Kessel il Vecchio, pittore fiammingo (n. 1626)